# Chris Fehn

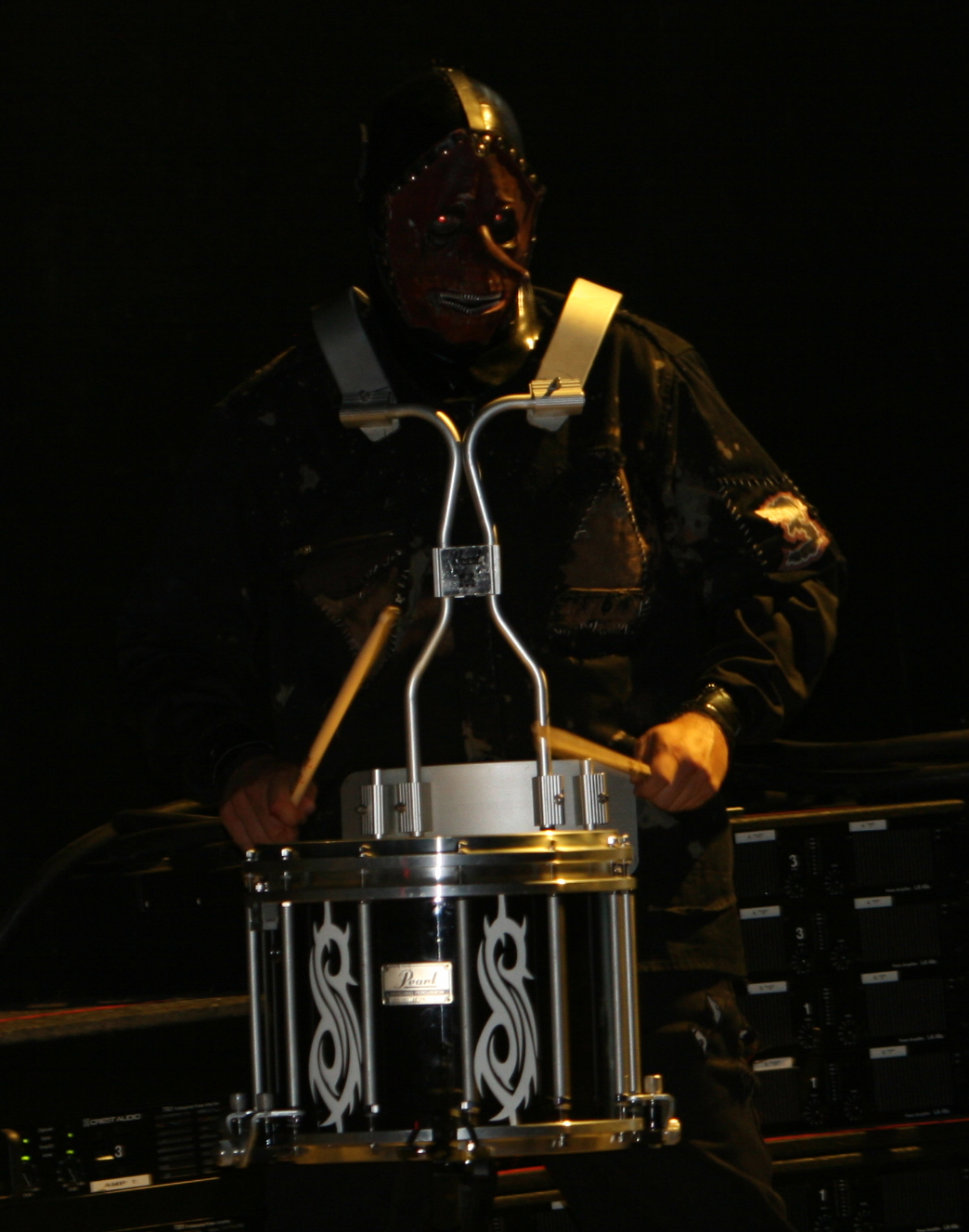
Chris Fehn på Mayhem festivalen 2008.

Chris Fehn, född 24 februari 1972 i delstaten Iowa, är en amerikansk musiker. Han var åren 1998–2019 medlem i heavy metal-bandet Slipknot. Han hade nummer tre och var bandets andra slagverkare. Han kallas oftast för "Pinnochio" eller "Mr. Picklenose" samt "Dicknose", och han är 183 cm lång. Chris Fehn heter egentligen Christopher Michael Fehn.
Chris använder sig av en bondage-liknande Pinocchio-mask och maskens näsa är 17,8 centimeter lång. Han har flera olika versioner av denna mask. Han brukar ofta leka med sin långa näsa under liveshower och intervjuer.
Chris Fehn var tidigare medlem i bandet Shcoob där han också spelade slagverk. Han slog på 4 soptunnor. Han kallades för triumph-maker när han var medlem i bandet. 
Chris är sedan 2010 också medlem i metalbandet Will Haven, där han spelar bas.
Chris stämde den 14 mars 2019 Slipknot för uteblivna inkomster från turnéer. Resultatet blev att Chris och Slipknot gick skilda vägar den 18 mars 2019.